# Josefine Broman
Elisabet Josefine Broman, under en tid Broman Ljungström, född 21 maj 1964 i Lidingö församling i Stockholms län, är en svensk manusförfattare.
Josefine Broman, som är utbildad vid Berghs School of Communication och Dramatiska institutet, har skrivit manus till produktioner som En andra chans (2002), S.P.U.N.G (2002), Lite som du (2006) och Ett enklare liv (2008). Hon mottog Ingmar Bergman-priset vid Guldbaggegalan 2001.
Josefine Broman är dotter till reklammannen Gunnar Broman och Lis, ogift Jonsson. Hon var 1990–1995 gift med artisten Olle Ljungström (1961–2016).

## Filmografi i urval
- 2002 – En andra chans (kortfilm) (manus)
- 2002 – S.P.U.N.G (TV-serie) (manus)
- 2006 – Lite som du (TV-serie) (manus)
- 2008 – Ett enklare liv (TV-serie) (manus)